# Công nghiệp chế biến thịt
Công nghiệp chế biến thịt (meat processing) chỉ về những quy trình, công đoạn trong việc đóng gói thịt, xử lý giết mổ, chế biến, thành phẩm và phân phối các sản phẩm thịt của động vật như trâu, bò, lợn, cừu, gia súc khác và các loại gia cầm. Hoạt động này này một phần lớn hơn của toàn bộ ngành công nghiệp thịt là chủ yếu tập trung vào việc sản xuất thịt cho con người, nhưng nó cũng mang lại một loạt các sản phẩm phụ bao gồm da, lông, huyết, máu khô, và, chất béo như mỡ động vật và protein và bột xương.
Ở Hoa Kỳ và một số nước khác, các cơ sở nơi đóng gói thịt được thực hiện được gọi là một nhà máy đóng gói thịt; tại New Zealand, nơi mà hầu hết các sản phẩm được xuất khẩu, nó được gọi là một quy trình cấp đông. Một lò mổ là một nơi mà động vật được giết mổ làm thực phẩm. Các ngành công nghiệp chế biến thịt ngày càng quy mô với việc xây dựng các tuyến đường sắt và phương pháp làm lạnh để bảo quản thịt. Đường sắt thực hiện tốt việc vận chuyển thịt thô đến các điểm trung tâm để xử lý, và vận chuyển sản phẩm đi tiêu thụ.

## Lịch sử
Công nghiệp chế biến thịt (meat processing) bắt đầu khi người ta nhận ra rằng quá trình nấu chín và ướp muối có thể kéo dài thời gian sử dụng của thịt tươi sống. Không biết công nghệ này bắt đầu từ bao giờ. Nhưng người ta biết rằng, quá trình muối thịt và phơi khô dưới ánh mặt trời đã được ghi chép lại trong tài liệu về Ai Cập Cổ đại; biện pháp sử dụng đá và tuyết được cho là bắt đầu từ thời kì đầu của La Mã; còn quá trình đóng hộp được phát triển bởi Nicolas Appert, người nhận giải thưởng của chính phủ Pháp vào năm 1810 cho quá trình này.
Chất bảo quản muối natri nitrite (E250) (trộn chung với muối thường trong quá trình bảo quản) được biết đến với vai trò ức chế sự phát triển của vi khuẩn Clostridium botulinum trong quá trình chế biến và trữ lạnh thịt. Mối bận tâm lớn về muối natri nitrite là khả năng tạo thành chất gây ung thư nitrosamines khi thịt chứa natri nitrite bị nấu cháy hay nấu quá lâu. Chất gây ung thư nitrosamines cũng có thể hình thành từ phản ứng của nitrite với gốc amin thứ (secondary amines, -NH-) trong điều kiện acid thấp (như dạ dày), cũng như trong vài quá trình muối chua thịt.
Nitrate và nitrite có thể đến từ thức ăn có nguồn gốc thực vật lẫn động vật. 80% lượng nitrate người bình thường ăn vào có nguồn gốc từ thực vật, đặc biệt là thực vật cho lá và củ như rau spinach hay củ dền. Một phần nitrate được chuyển hóa thành nitrite trong cơ thể con người. Nitrite nhìn chung là được công nhận an toàn bởi U.S. Food and Drug Administration.

## Một số loại

### Thịt bò
Ở Pháp, sự cạnh tranh quyết liệt trong công nghiệp chế biến thịt bò thể hiện qua sản phẩm miếng thịt bò dán nhãn “Nguồn gốc: Pháp” nhưng lại có một miêu tả là bò đẻ ở Ireland, nuôi tại Ireland, giết mổ ở Ireland và lọc thịt tại Anh. Trong 1 ki lô gam thịt bò được bán ra ở Pháp, người chăn nuôi chỉ thu về được 43% giá tiền, còn lại 28% dành cho các hệ thống bán lẻ, 5% thuế giá trị gia tăng và 24% dành cho nơi giết mổ và vận chuyển. Với 1 ki lô gam thịt heo, tỷ lệ này còn thấp hơn: người chăn nuôi chỉ nhận được 31%, trong khi hệ thống bán lẻ lĩnh 40%. Thịt bò, thịt heo Pháp chịu sự cạnh tranh gay gắt từ các sản phẩm đến từ Đức, Đan Mạch, Ireland hay Tây Ban Nha. Người dân Pháp cảm thấy khó cưỡng lại sức hấp dẫn của một miếng thịt bò Ireland. Nó đỏ hơn, dày thịt hơn vì được nuôi lâu hơn, trong khi thịt bò Pháp non hơn, nhạt màu hơn, đắt hơn.
Các cải cách liên tục trong chính sách nông nghiệp chung (PAC) của châu Âu trong thập kỷ qua đã loại bỏ các rào cản kỹ thuật và mức giá trong các nước thành viên EU. Mỗi ngày, nông dân Pháp lại đọ sức với các tập đoàn giết mổ gia súc quy mô lớn đến từ Đức hay Đan Mạch, nơi có thể cung cấp cho thị trường hàng ngàn con bò mỗi ngày. Với người chăn nuôi Pháp, một sản phẩm tinh túy, dù là miếng thịt bò, thịt lợn, miếng phô-mai hay lít sữa tươi phải là một sản phẩm của “terroir” (vùng miền, địa phương nguyên gốc), được sản xuất trong những trang trại mang tính gia đình, chứ không phải trong các nhà máy hiện đại với dàn máy móc khổng lồ. Mô hình chuẩn của họ là một trang trại gia đình, với khoảng 80-100 đầu gia súc, trong số trên 4.500 hộ chăn nuôi gia súc, gần 2.000 hộ đang nợ nần đến giới hạn sắp mất khả năng chi trả.